# Paul Schürmann

Paul Schürmann (Porträtzeichnung von Emil Stumpp, 1931)

Paul Schürmann (* 25. Juli 1895 in Gütersloh; † 2. Juli 1941 bei Borissow) war ein deutscher Militärpathologe und Tuberkuloseforscher. Er war unter anderem Kommandeur an der Militärärztlichen Akademie.

## Biografie

### Familie
Paul Schürmann war der Sohn des Kaufmanns Heinrich Schürmann (1863 bis 1929) und dessen Ehefrau Wilhelmine, geborene Weber (1871 bis 1940). Er hatte vier jüngere Geschwister. Verheiratet war er mit der Zahnärztin Susanne Struve, die er während seiner Zeit in Dresden kennengelernt hatte. Das Paar bekam drei Töchter.

### Erster Weltkrieg
Schürmann besuchte das Evangelisch Stiftische Gymnasium Gütersloh. Unmittelbar nach Ausbruch des Ersten Weltkrieges legte er am 9. August 1914 das Notabitur ab und leistete als Soldat beim Infanterie-Regiment Nr. 15 Kriegsdienst. Aufgrund eines Schulterdurchschusses an der Westfront, der sich auch auf die Beweglichkeit seiner rechten Hand auswirkte, wurde er als kriegsuntauglich aus der Armee entlassen.

### Studium und Habilitation
Nach seiner Genesung begann er 1915 ein Medizinstudium an der Universität Heidelberg. Später kehrte er in den Heeresdienst als Sanitätssoldat zurück, wo er u. a. in Reservelazaretten und zuletzt als Feldhilfsarzt bei der Würzburger Heeresprosektur eingesetzt war. Währenddessen zog er sich im Mai 1918 eine Tuberkuloseerkrankung zu. Nach Kriegsende und Entlassung aus der Armee führte er sein Medizinstudium fort, das er im Mai 1920 mit Staatsexamen abschloss. Ohne promoviert zu haben, erhielt er durch seinerzeit geltende Ausnahmeregelungen im Juni 1920 in Heidelberg den Titel Dr. med.
Als Medizinalpraktikant war er anschließend am Heidelberger Krebsforschungsinstitut und an der Deutschen Lungenheilstätte in Davos tätig, wo er sich der Tuberkuloseforschung widmete. Ab 1921, dem Jahr seiner Approbation, absolvierte er seine Facharztausbildung zum Pathologen in der Pathologie des Stadtkrankenhauses Dresden, wo er insbesondere seine Forschung zur Tuberkulose intensivierte und zuletzt als Oberarzt tätig wurde. Von Anfang Oktober 1926 bis Ende März 1930 war er Assistent am pathologischen Institut der Universität Hamburg, wo er sich 1927 bei Theodor Fahr mit einer Schrift über Tuberkulose für Pathologie habilitierte und anschließend als Privatdozent wirkte.

### Forschung und Lehre
Ab Anfang April 1930 wirkte er fünf Jahre als planmäßiger außerordentlicher Professor für Allgemeine Pathologie und Pathologische Anatomie und Prosektor am pathologischen Institut der an der frühern Friedrich-Wilhelms-Universität in Berlin, heutige Humboldt-Universität zu Berlin. Er befasste sich mit dem BCG-Lebendimpfstoff und wurde nach dem Lübecker Impfunglück, bei dem 77 Kinder starben und viele erkrankten, als Gutachter zu Rate gezogen.
Ab Mitte Februar 1935 leitete er die pathologisch-anatomische Abteilung der Militärärztlichen Akademie in Berlin. Für wenige Monate war er zudem Direktor des Robert-Koch-Krankenhauses; als er jedoch im Juni 1935 zum ordentlichen Professor für Allgemeine Pathologie ernannt wurde, trat er von diesem Amt wieder zurück. Berufungen an die Universitäten Basel, Freiburg und Münster lehnte er ab. Wegweisend waren seine Forschungen zur Tuberkulose und zum Gefäßsystem.

### Militärärztlichen Akademie
An der Militärärztlichen Akademie baute er das Institut für Allgemeine und Wehrpathologie auf und wurde dort Anfang März 1939 Kommandeur der Lehrgruppe C. Neben seiner Forschungs- und Dozententätigkeit nahmen organisatorische und verwaltungstechnische Aufgaben immer mehr Raum ein. Schürmann hatte bereits ab 1938 die Einrichtung eines Reservelazaretts für Kopfschussverletzte an der Forschungsklinik des Kaiser-Wilhelm-Instituts für Hirnforschung betrieben. Mit Kriegsbeginn war er zudem beratender Pathologe beim Heeres-Sanitätsinspekteur.

### Zweiter Weltkrieg
Nach Beginn des Zweiten Weltkrieges drehte der passionierte Fotograf und Filmer mit einem Filmteam der Militärärztlichen Akademie an vorderster Front Material für sanitätsdienstliche Lehrfilme (insbesondere zur Bergung und Versorgung von Kriegsverletzten sowie Rücktransport). Zunächst war er in Frankreich und anschließend während der Luftlandeschlacht um Kreta eingesetzt. Nach einer auf Kreta erlittenen Kriegsverletzung kam er in ein Lazarett und nahm unmittelbar danach im Gefolge einer Panzerdivision der Heeresgruppe Mitte am Überfall auf die Sowjetunion teil, wo er während Fotoaufnahmen nach Artilleriebeschuss durch die Rote Armee bei Borissow am 2. Juli 1941 frühmorgens starb. Das Grab befindet sich auf dem nicht mehr existenten zentralen Ehrenfriedhof Borissow, wohin aus einem Feldgrab im Herbst 1941 die Umbettung erfolgte. Posthum wurde der Oberfeldarzt rückwirkend zum 1. Juli 1941 zum Oberstarzt ernannt.
Sein Nachfolger als Kommandeur der Lehrgruppe C der Militärärztlichen Akademie wurde Wolfgang Wirth.

## Ehrungen
Der Dr.-Martini-Preis wurde 1936 an Paul Schürmann verliehen. Dieser Preis ist der älteste medizinische Preis Deutschlands. Er wird seit 1883 jährlich von der Dr.-Martini-Stiftung in Hamburg zur „Förderung des wissenschaftlichen Nachwuchses“ am 12. Februar vergeben, dem Todestag von Erich Martini. Ausgezeichnet werden Wissenschaftler, die in Hamburger Krankenhäusern tätig sind und sich mit klinischer Grundlagenforschung und neuen Therapieansätzen beschäftigen.

## Paul-Schürmann-Medaille
Der nach ihm benannte Paul-Schürmann-Preis wird seit dem Jahr 1968 durch die Deutsche Gesellschaft für Wehrmedizin und Wehrpharmazie verliehen.